# Округ Спартанбург (Јужна Каролина)
Округ Спартанбург (енгл. Spartanburg County) је округ у америчкој савезној држави Јужна Каролина. По попису из 2010. године број становника је 284.307.

## Демографија
Према попису становништва из 2010. у округу је живело 284.307 становника, што је 30.516 (12,0%) становника више него 2000. године.
| Група             | 2000.           | 2010.           |
| Белци             | 187.752 (74,0%) | 199.184 (70,1%) |
| Афроамериканци    | 52.775 (20,8%)  | 58.565 (20,6%)  |
| Азијати           | 3.738 (1,5%)    | 5.746 (2,0%)    |
| Хиспаноамериканци | 7.081 (2,8%)    | 16.658 (5,9%)   |
| Укупно            | 253.791         | 284.307         |